# Utrecht Te Deum and Jubilate

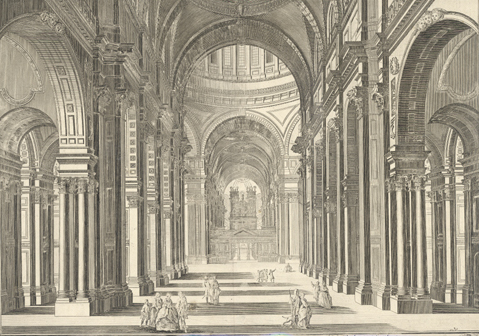
Vue intérieure de la cathédrale Saint-Paul de Londres

Utrecht Te Deum and Jubilate (HWV 278/279) est une œuvre chorale sacrée en deux parties composée par Georg Friedrich Haendel pour célébrer la paix établie en 1713 par les traités d'Utrecht qui mirent fin à la guerre de Succession d'Espagne.
La combinaison d'un Te Deum et du Jubilate (Psaume 100) est imitée d'exemples antérieurs.
La première exécution de l'œuvre eut lieu le 13 juillet 1713 à l'occasion d'une cérémonie religieuse à la cathédrale Saint-Paul de Londres.

## Distribution et structure
Il s'agit d'une œuvre festive écrite pour six solistes : deux sopranos, deux altos, ténor basse. Quant à l'orchestre : deux trompettes, flûte traversière, deux hautbois, basson, cordes (trois violons, viole et violoncelle) et basse continue. Le chœur est à cinq parties (SSATB) pour la plupart des mouvements. La doxologie finale commence à huit parties. Presque tous les mouvements sont prévus pour soliste et chœur (pas d'aria soliste). Dans les interprétations actuelles, le nombre des voix solistes est généralement réduit à quatre.
Une transcription en latin a été faite par Johann Adam Hiller en 1780.

### Te Deum
1. We praise Thee, O God (Adagio, SATB)
2. To Thee all Angels cry aloud (Largo e staccato, 2 altos, TB unison)
3. To Thee Cherubin and Seraphim (Andante, 2 sopranos, SSATB)
4. The glorious Company of the Apostles (Andante - Adagio - Allegro- adagio - Allegro, tenor, bass, two sopranos, SSATB)
5. When thou took’st upon thee to deliver man (Adagio - allegro - adagio - Allegro, SSATB)
6. We believe that thou shalt come to be our judge (Largo, soprano, alto, tenor, bass, SATB)
7. Day by day we magnify thee (Allegro, double choir: SST AATB)
8. And we worship thy name (SSATB)
9. Vouchsafe, O Lord (Adagio, SSAATB)
10. O Lord, in thee have I trusted  (Allegro, SSATB)

### Jubilate
1. O be joyful in the Lord, all ye lands (alto, SATB)
2. Serve the Lord with gladness (SSATB)
3. Be ye sure that the Lord he is God (duet: alto, bass, violin, oboe)
4. O go your way into his gates (SATB, strings)
5. For the Lord is gracious (Adagio: 2 altos, bass, oboes, violins)
6. Glory be to the Father (SSAATTBB)
7. As it was in the beginning (SSATB)